# NN-270
La carretera NN‑270 es una vía departamental secundaria que recorre el occidente de Nicaragua, uniendo el municipio de Chinandega con el de Achuapa en León. Con una longitud de 66.3 kilómetros, esta carretera permite el tránsito agrícola entre zonas rurales del norte de Villa Nueva y el acceso directo hacia las rutas nacionales NIC-3 y NN-40. Fue inaugurada en 2024 como parte de un plan de mejora vial en la región occidental del país.

## Trazado y cruces
La siguiente tabla muestra su recorrido, localidades y principales conexiones:
| km   | Localidad   | Departamento | Conexión / Ruta |
| ---- | ----------- | ------------ | --------------- |
| 0.0  | Hato Grande | Chinandega   | NIC 3           |
| 20.5 | Villa Nueva | Chinandega   |                 |
| 66.3 | Achuapa     | León         | NIC 3 / NN 40   |